# El Cambur
El Cambur, El Castaño pueblo situado a las afueras del municipio Puerto Cabello en Carabobo, Venezuela. El territorio está dominado por la cuenca hidrográfica del río Aguas Calientes. Su topografía es de naturaleza montañosa. El angosto valle por donde discurre el río Aguas Calientes sirve de entrada a los vientos provenientes del mar.
La Parroquia Democracia tiene una población de 14.802 habitantes y 2.467 viviendas. Fundación. El Municipio Democracia fue creado por la Diputación Provincial de Carabobo el 30 de noviembre de 1848. Pero la Parroquia eclesiástica había sido creada con mucha anterioridad.
Antiguamente se llamaba Aguas Calientes de Abajo y dependía de la parroquia Goaigoaza. El nombre del pueblo se originó de una posada de 1800 que tenía ese nombre. En 1680 el Alférez Manuel Díaz de León, inició la construcción de una capilla en su hacienda. Para 1780 los Quiñónez-Peña eran los propietarios de dichas haciendas heredada por su antecesora Ernestina Ochoa de Quiñones. Permitieron con sus donaciones de tierras la construcción de la iglesia, la escuela y viviendas, formándose el pueblo El Cambur (El Castaño). Las donaciones de estos terrenos fueron hechas por Don Rafael Maria Quiñonez / su nieto quien fue prefecto de El Cambur durante muchos años, contribuyó con  la ampliación del pueblo regalando-le terrenos a muchas personas para la fabricación de sus viviendas y con la autorización para permitir el paso de la autopista Valencia - Puerto Cabello por sus terrenos en tiempos del Gran Marcos Perez Jimenez.
- Datos: Q85867703